# 475802 Zurek
475802 Zurek è un asteroide della fascia principale. Scoperto nel 2006, presenta un'orbita caratterizzata da un semiasse maggiore pari a 3,1863526 UA e da un'eccentricità di 0,1402141, inclinata di 8,66765° rispetto all'eclittica.